# Thor (HSK 4)
El Thor fue un buque mercante alemán, utilizado durante la Segunda Guerra Mundial por la Kriegsmarine bajo la denominación Schiff 10 ('Barco 10'). En su origen fue el refrigerador propulsado por turbinas Santa Cruz de la naviera Oldenburg-Portugiesischen Dampfschiffs-Rhederei, de Oldemburgo, utilizado en la línea de Hamburgo a las Islas Canarias y África. Bajo la denominación de Crucero de Intereferencia Comercial 4 (Handelsstörkreuzer 4, HSK 4) fue empleado como crucero auxiliar. Para denominarlo, se eligió el nombre del dios germánico del trueno. La Armada británica lo llamó Raider E.

## Campañas
Su comandante en su primer y exitoso viaje fue el capitán de navío Otto Kähler. En sus dos viajes apresó o hundió 148.640 TRB y en ese concepto fue el crucero auxiliar alemán con más éxito en la Segunda Guerra Mundial. Su misión fue atacar el tráfico marítimo en el sur del Atlántico y la conexión entre buques militares británicos.
En su primera singladura, el Thor, que había zarpado el 6 de junio de 1940, operó temporalmente en las mismas aguas en que desde noviembre de 1940 estuvo el Admiral Scheer. Para camuflarse de sus enemigos, el barco navegó por temporadas bajo bandera yugoslava (con el nombre de Vir) o soviética. Antes de abrir fuego sobre un buque enemigo, izaba la bandera de guerra de la Armada del Tercer Reich.

### Armamento
El Thor contaba como armamento principal con seis cañones de tiro rápido de la antigua artillería intermedia de los navíos de línea imperiales de 1913. Estaban situados a proa, popa y en las amuras, bajo cubiertas de camuflaje, y dos en la cubierta intermedia de carga, ocultos por paneles que cubrían las amuras. De esa forma, durante una persecución podían usarse tres de esos cañones a la vez, y cuatro para andanadas laterales. Los cañones de la cubierta superior llevaban escudos protectores. También estaban ocultos por paneles en las amuras y bajo los botes salvavidas, los tubos lanzatorpedos, camuflados en grupos de dos. Repartidos por el barco había cuatro cañones antiaéreos de 2 cm y en la parte de popa uno de 3,7 cm.

### Primer viaje
A las 21.30 del 6 de junio de 1940 zarpó el Thor en medio del mayor secreto, sin que la tripulación se hubiera podido despedir de sus familiares ni decirles cuánto tiempo estarían en el mar. Serían 329 días los de este primer viaje, casi un año, que tras cruzar el Estrecho de Dinamarca le llevó a irrumpir en el Atlántico Norte, el Sur, y los mares entre el oriente suramericano y la costa occidental africana.

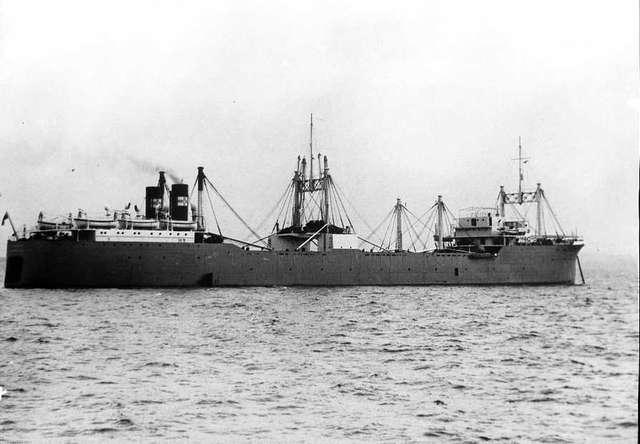
Barco fábrica ballenero Kosmos

La mayor presa del Thor fue el barco fábrica ballenero noruego Kosmos. Era el segundo mayor barco en la flota comercial noruega, y navegaba hacia las Indias Orientales con un cargamento de aceite de ballena, cuando el Thor lo detuvo el 24 de septiembre de 1940 cerca del Ecuador. A pesar de la valiosa carga, el comandante alemán mandó hundir el barco, porque no veía ninguna posibilidad de llevar el barco a zona controlada por los alemanes. Además, por haber permanecido inactivo durante largo tiempo durante la temporada de caza de 1939 a 1940, el Kosmos tenía mucha vegetación adherida y daba escasa velocidad. La tripulación fue subida a bordo y posteriormente transferida al Río Grande, que llevó a Francia los 364 prisioneros.
Durante el viaje, el Thor se reabasteció gracias a sus presas y a los buques de aprovisionamiento (como el Alsterufer, el Nordmark, y los petroleros Eurofeld y Rekum). Los náufragos de los barcos atacados enemigos, en la medida en que era posible, eran rescatados y subidos a bordo, donde se les internaba en un espacio dedicado a ellos, buscando la ocasión de llevarlos a territorio controlado por Alemania.
Durante este viaje, el Thor se topó tres veces con cruceros auxiliares británicos.
El 28 de julio de 1940, el Thor combatió contra el crucero auxiliar Alcántara (22.209 TRB, 8 cañones de 15,2 cm), logrando inmovilizar a ese buque que le era superior en armamento y tamaño, y huir. En ese combate alcanzaron al Thor dos obuses enemigos, uno de los cuales no explotó. El otro lo hizo a la altura de los tubos torpederos de estribor, matando a tres marineros e hiriendo a otros, pero sin dañar gravemente al barco.
El 5 de diciembre de 1940, el Thor entró en combate contra el crucero auxiliar británico Carnarvon Castle (20.122 TRB, 8 cañones de 15,2 cm), al mando de Henry Noel Marryat Hardy. También en este caso pudo el Thor dañarlo y escapar.
El 4 de abril de 1941, el Thor hundió al crucero auxiliar británico Voltaire (13.245 TRB, 8 cañores de 15,2 cm).
El 30 de abril de 1941 regresó a Hamburgo el Thor, tras haber hundido o capturado 12 barcos enemigos que sumaban 96.603 TRB.

#### Barcos apresados
|    | Nombre            | Tipo                        | País        | Fecha                    | Arqueo en TRB | Destino                                       | Carga en toneladas                                                            |
| 1  | Kertosono         | Combinado (carga-pasajeros) | Holanda     | 1 de julio de 1940       | 9.289         | enviado como presa a Lorient, hundido en 1943 |                                                                               |
| 2  | Bruges            | Carguero                    | Bélgica     | 8 de julio de 1940       | 4.983         | hundido (posición-4-28)                       | 6746 t de trigo                                                               |
| 3  | Gracefield        | Carguero                    | Reino Unido | 14 de julio de 1940      | 4.631         | hundido (posición-20.333333-30.716667)        | 7.430 t de trigo y salvado                                                    |
| 4  | Wendover          | Carguero                    | Reino Unido | 16 de julio de 1940      | 5.489         | hundido (posición-23.133333-34.816667)        | 7.250 t de carbón                                                             |
| 5  | Tela              | Carguero                    | Holanda     | 17 de julio de 1940      | 3.777         | hundido (posición-14-33)                      | 2.555 t de mijo, 2407 t de maíz, 489 t de trigo                               |
| 6  | Kosmos            | Fábrica ballenera           | Noruega     | 24 de septiembre de 1940 | 17.801        | hundido (posición-0.433333-32.016667)         | 17.662 t de aceite de ballena. El mayor barco hundido por un crucero auxiliar |
| 7  | Natia             | Carguero                    | Reino Unido | 8 de octubre de 1940     | 8.715         | hundido (posición0.733333-32.2)               | vacío                                                                         |
| 8  | Delambre          | Carguero                    | Reino Unido | 25 de noviembre de 1940  | 7.032         | hundido                                       | algodón, cuero, semilla de algodón, madera                                    |
| 9  | Trolleholm        | Carguero                    | Suecia      | 25 de marzo de 1941      | 5.047         | hundido                                       | Carbón                                                                        |
| 10 | Britannia         | Pasajeros                   | Reino Unido | 25 de marzo de 1941      | 8.799         | hundido (posición7.4-24.05), 249 muertos      | Militares, civiles, abastos, material de guerra                               |
| 11 | Voltaire          | Crucero auxiliar            | Reino Unido | 4 de abril de 1941       | 13.245        | hundido (posición14.5-40.5), 75 muertos       | vacío                                                                         |
| 12 | Sir Ernest Cassel | Transporte de mineral       | Suecia      | 16 de abril de 1941      | 7.739         | hundido                                       | vacío                                                                         |

### Segundo viaje
El 30 de noviembre de 1941, el Thor zarpó con un nuevo comandante, el capitán de navío Günther Gumprich, recalando en Francia. El auténtico viaje comenzó el 12 de enero de 1942, duró 321 días y en ellos el crucero auxiliar hundió o capturó 52.037 TRB de barcos enemigos.

#### Barcos capturados
|    | Nombre      | Tipo      | País        | Fecha               | Arqueo en TRB | Destino                                                                                 | Carga en toneladas                                      |
| 1  | Pagasitikos | Carguero  | Grecia      | 23 de marzo de 1942 | 3.942         | hundido                                                                                 | carbón                                                  |
| 2  | Wellpark    | Carguero  | Reino Unido | 30 de marzo de 1942 | 4.649         | hundido                                                                                 | material de guerra                                      |
| 3  | Willesden   | Carguero  | Reino Unido | 1 de abril de 1942  | 4.565         | hundido                                                                                 | entre otros materiales, bidones de gasolina en cubierta |
| 4  | Aust        | Carguero  | Noruega     | 3 de abril de 1942  | 5.626         | hundido                                                                                 |                                                         |
| 5  | Kirkpool    | Carguero  | Reino Unido | 10 de abril de 1942 | 4.842         | hundido                                                                                 | carbón                                                  |
| 6  | Nankin      | Combinado | Reino Unido | 10 de mayo de 1942  | 7.130         | enviado como presa a Japón con 500 prisioneros y rebautizado Leuthen, ardió con el Thor | 162 pasajeros y 180 tripulantes                         |
| 7  | Olivia      | Petrolero | Holanda     | 14 de junio de 1942 | 6.305         | hundido                                                                                 | gasolina y keroseno                                     |
| 8  | Herborg     | Petrolero | Noruega     | 19 de junio de 1942 | 7.892         | enviado como presa a Japón y rebautizado Hohenfriedberg , hundido en 1943               | 11.000 t de petróleo crudo                              |
| 9  | Madrono     | Petrolero | Noruega     | 4 de julio de 1942  | 5.894         | enviado como presa a Japón y rebautizado Rossbach, hundido en 1944                      | vacío                                                   |
| 10 | Indus       | Carguero  | Reino Unido | 20 de julio de 1942 | 5.187         | hundido, 23 muertos                                                                     |                                                         |

### El fin del HSK 4
El 30 de noviembre de 1942 el Thor se abasteció en el puerto de Yokohama de combustible del petrolero Uckermark (ex Altmark). Por motivos desconocidos, durante la operación explotó el buque de abastecimiento. Además del Uckermark y del Thor se incendiaron y quedaron destruidos también el vapor Leuthen y el barco japonés Unka Maru. Murieron 13 tripulantes del Thor. Erwin Wickert, agregado de la embajada alemana en Tokio, que se encontraba a bordo del Thor, redactó un impresionante testimonio sobre el suceso.